# En bröllopsdag
En bröllopsdag – Allmogebild i en akt är en pjäs från 1887 av Alfhild Agrell, aldrig uppförd men publicerad i Dramatiska arbeten (2012). Ett handskrivet manuskript finns digitaliserat och bevarat på Scenkonstmuseet i Stockholm.

## Handling
I pjäsen skildras ett bröllop med lågkomiska inslag som en affärstransaktionsuppgörelse mellan brudens far och hennes blivande make.

## Om pjäsen
Pjäsen är en dramatisk bearbetning av Agrells novell med samma namn som finns publicerad i folklivsberättelsesamlingen Från land och stad (1884). Agrell försökte utan framgång få pjäsen uppsatt på Kungliga Dramatiska Teatern i Stockholm. I och med motivet med äktenskapet som en affärsuppgörelse anslöt sig Agrell till åttiotalisternas vilja att avslöja den offentliga lögnen, här i folkloristisk tappning.

## Mottagande
När pjäsen gavs ut i bokform för första gången 2012 kallade Sundsvalls Tidnings Örjan Torell den för "en verklig pärla" och imponerades av dess blandning av tragik och komik samt att den är skriven på ångermanländsk dialekt.